# كيسي مور
كيسي مور (بالإنجليزية: Kasey Moore)‏ (3 أغسطس 1987 بريفرسايد في الولايات المتحدة - ) هي لاعبة كرة قدم أمريكية في مركز الدفاع. شاركت مع منتخب الولايات المتحدة تحت 17 سنة للسيدات لكرة القدم ‏ ومنتخب الولايات المتحدة تحت 20 سنة للسيدات لكرة القدم ومنتخب الولايات المتحدة تحت 23 سنة للسيدات لكرة القدم ‏. أما مع النوادي، فقد لعبت مع بوسطن بريكرز وBoston Aztec (WPSL) ‏ وSanta Clarita Blue Heat ‏.

## وصلات خارجية
- كيسي مور على موقع Soccerway.com (الإنجليزية)